# Sint-Jacobuskapel (Roermond)
De Sint-Jacobuskapel is een kapel in Roermond in de Nederlands Midden-Limburgse gemeente Roermond. De kapel staat aan de straat Voorstad Sint Jacob aan het riviertje de Roer.
De kapel is gewijd aan de heilige Jacobus de Meerdere.

## Geschiedenis
In de 15e eeuw stond er in de buurt van de 21e-eeuwse kapel reeds een kapel die aan de heilige Jacobus was gewijd.
In 2013 werd de kapel gebouwd op initiatief van de Broederschap van de Heilige Jacobus de Meerdere en de Pijpers-Stoks Foundation. Op 5 mei 2013 werd de kapel ingezegend.

## Bouwwerk
De bakstenen kapel heeft een driezijdige koorsluiting en wordt gedekt door een zadeldak met leien. In de beide zijgevels is elk een rondboogvenster geplaatst met glas-in-lood. De frontgevel is een puntgevel met hardstenen lijst en een verbrede aanzet, met als top een steen met aan de voorzijde in reliëf een jakobsschelp en op de steen een smeedijzeren kruis. Hoog in de gevel is een gevelsteen ingemetseld met daarin de tekst H. Jacobus. In de frontgevel bevindt zich de rondboogvormige toegang van de kapel met een hardstenen gevelsteen met daarin de tekst ANNO MMXIII. De toegang wordt afgesloten met een dubbele deur en een smeedijzeren hek.
Van binnen is de kapel uitgevoerd in baksteen. Voor de achterwand is een hardstenen zuil geplaatst met hierop het Jacobusbeeld. Het witte beeld toont de heilige met in zijn linkerhand een pelgrimsstaf, in zijn rechter een boek en op zijn hoofd draagt hij een pelgrimshoed met schelp.